# Pingasa distensaria
Pingasa distensaria är en fjärilsart som beskrevs av Walker 1860. Pingasa distensaria ingår i släktet Pingasa och familjen mätare. Inga underarter finns listade i Catalogue of Life.